# 교육공무원
교육공무원이란 다음 각 호의 어느 하나에 해당하는 사람을 말한다.
1. 교육기관에 근무하는 교원 및 조교
2. 교육행정기관에 근무하는 장학관 및 장학사
3. 교육기관, 교육행정기관 또는 교육연구기관에 근무하는 교육연구관 및 교육연구사

## 같이 보기
- 교육부
- 교육청
- 교육감
- 대한민국 국회 교육위원회
- 소방공무원
- 경찰공무원